# Etiuda op. 10 nr 7 (Chopin)
Etiuda C-dur op. 10 nr 7 zwana Etiudą na repetycje - siódma z Etiud Fryderyka Chopina. Została skomponowana na fortepian w 1833. Zadedykowana Lisztowi (à son ami Franz Liszt), jak cały opus 10.

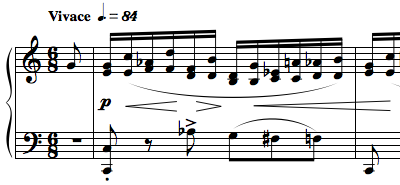
Fragment Etiudy